# Si Rattana (huyện)
Si Rattana (tiếng Thái: ศรีรัตนะ) là một huyện (Amphoe) ở miền trung của tỉnh Sisaket, đông bắc Thái Lan.

## Địa lý
Các huyện giáp ranh (từ phía bắc theo chiều kim đồng hồ) là: Phayu, Nam Kliang, Benchalak, Kantharalak, Khun Han và Phrai Bueng.

## Lịch sử
Tiểu huyện (King Amphoe) được lập ngày 5 tháng 3 năm 1981, khi bốn tambon Si Kaeo, Phing Phuai, Sa Yao và Tum được tách ra từ huyện Kantharalak. Đơn vị này đã được nâng cấp thành huyện ngày 26 tháng 5 năm 1989.

## Hành chính
Huyện này được chia thành 7 phó huyện (tambon), các đơn vị này lại được chia ra thành 87 làng (muban). Si Rattana là một thị trấn (thesaban tambon), nằm trên một phần của tambon Si Kaeo và Saphung. Có 7 Tổ chức hành chính tambon.
| STT. | Tên         | Tên Thái | Số làng | Dân số |  |
| ---- | ----------- | -------- | ------- | ------ |  |
| 1.   | Si Kaeo     | ศรีแก้ว    | 14      | 9.294  |  |
| 2.   | Phing Phuai | พิงพวย    | 13      | 8.915  |  |
| 3.   | Sa Yao      | สระเยาว์  | 14      | 7.343  |  |
| 4.   | Tum         | ตูม       | 11      | 8.643  |  |
| 5.   | Sueang Khao | เสื่องข้าว  | 11      | 6.192  |  |
| 6.   | Si Non Ngam | ศรีโนนงาม | 10      | 4.659  |  |
| 7.   | Saphung     | สะพุง     | 14      | 6.660  |  |